# アントルコート

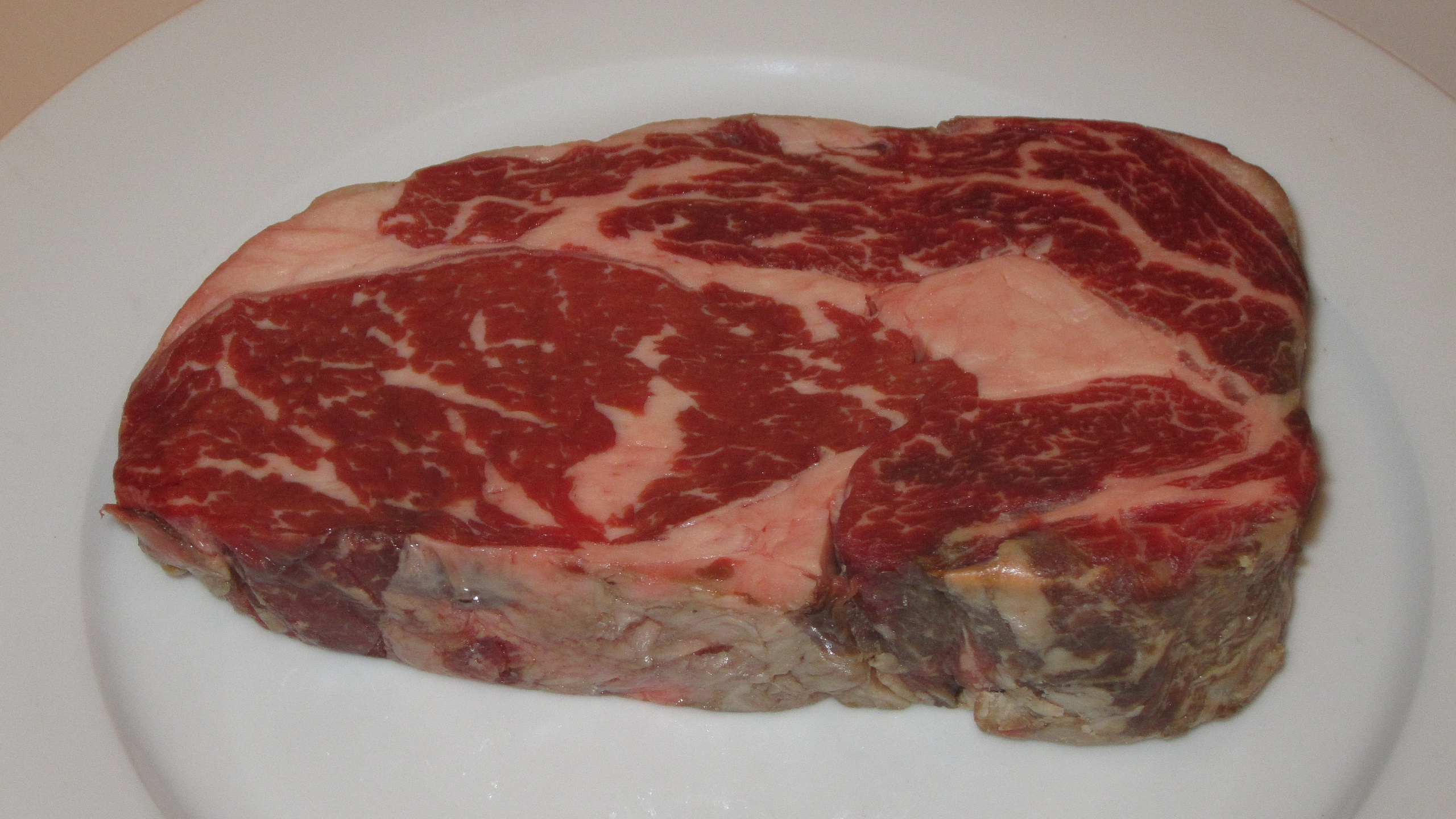
リブから切り落としたアントルコート

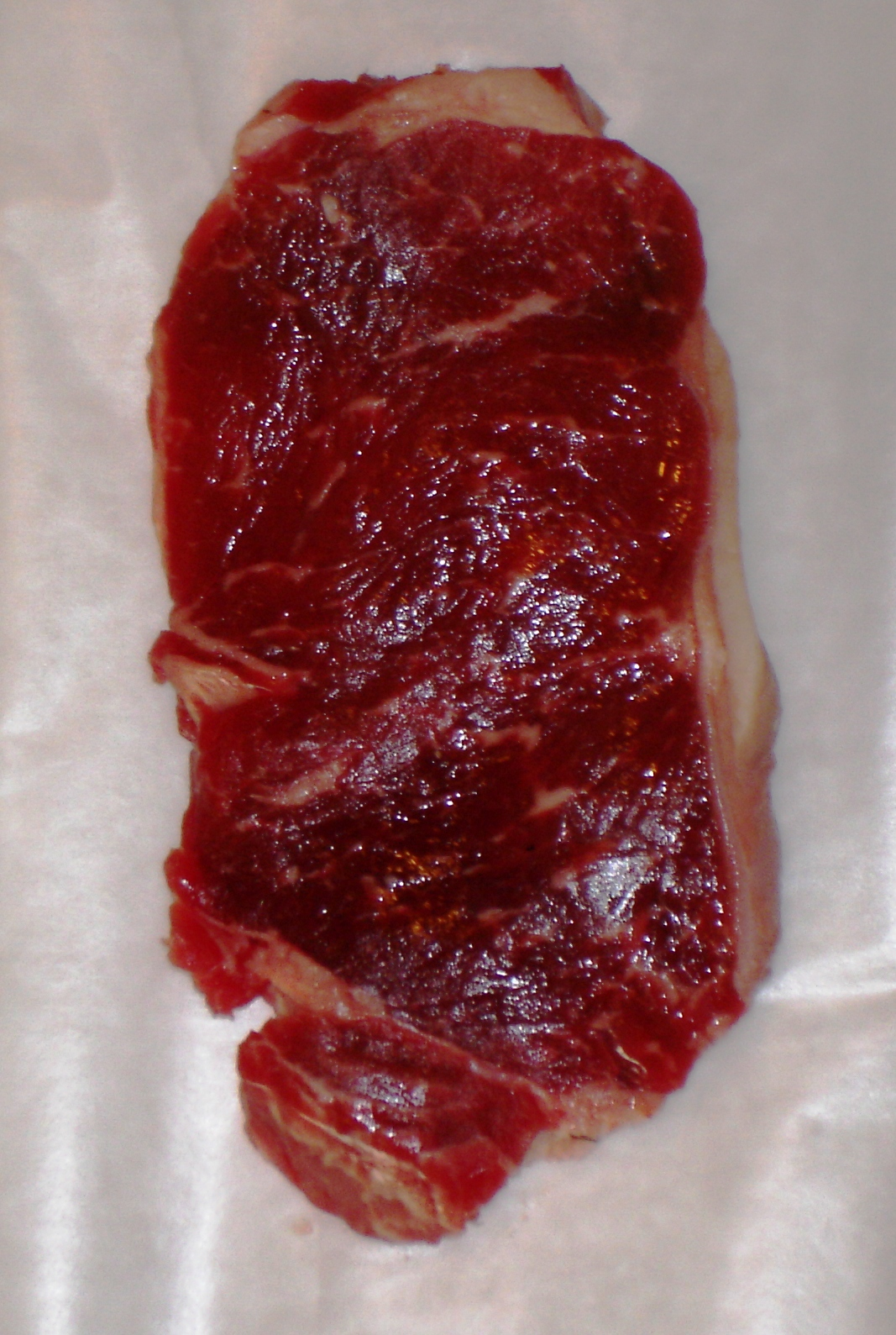
サーロインから切り落とした「コントル・フィレ」

フランス語において、アントルコート（フランス語: entrecôte、フランス語発音: [ɑ̃.tʁə.kot]）はビーフステーキに使用される牛肉の内、最高級の部位の一種を指す。
伝統的には、「アントルコート」は新鮮な肉のリブの部位を意味しており、英語圏でリブやリブアイ、クラブ、スコッチ・フィレ、デルモニコとして知られている部位に対応している。
フランスにおいては、サーロインの内、骨を挟んでフィレ（テンダーロインとも）の反対側にあることから「コントル・フィレ（contre-filet）」として知られる部分をアントルコートと呼ぶこともある。英語圏においては、「コントル・フィレ」 から切り落とした部位はポーターハウス・ステーキ（オーストラリア、ニュージーランド、イギリス）、サーロイン・ステーキ、ストリップ・ステーキ、ストリップロイン・ステーキ、ウィング・ステーキ、クラブ・ステーキ、デルモニコ・ステーキ、ニューヨーク・ステーキなどと呼ばれている。（また、もし「コントル・フィレ」がフィレとともに骨についたままであれば、そのステーキはポーターハウス・ステーキ（アメリカ合衆国やカナダで使用）もしくはTボーンステーキと呼ばれる。）